# Google Code
Google Code est un site web destiné aux développeurs intéressés par le développement relatif à Google. L'entreprise y diffuse des codes sous licence libre.
La liste des API Google y était proposée, avant d'avoir migré sur le nouvel espace "Google Developers".
En mars 2015, Google annonce l'arrêt de Google Code pour le 26 janvier 2016, avec un passage en lecture seule en août 2015.

## Project Hosting
Project Hosting est un projet qui vise à apporter des services gratuits aux développeurs open-source de la même façon que le fait déjà SourceForge.net. Il est intégré au site Google Code.
Les projets qui pourront y être soumis devront être sous l'une de ces licences open-source:
- Apache License 2.0
- Artistic License
- GNU General Public License 2.0
- GNU General Public License 3.0
- GNU Lesser Public License
- MIT License
- Mozilla Public License 1.1
- New BSD License